# Fuchsia jimenezii
Fuchsia jimenezii är en dunörtsväxtart som beskrevs av D.E. Breedlove, P.E. Berry och P.H. Raven. Fuchsia jimenezii ingår i släktet fuchsior, och familjen dunörtsväxter. Inga underarter finns listade i Catalogue of Life.